# Patricia Appiagyei

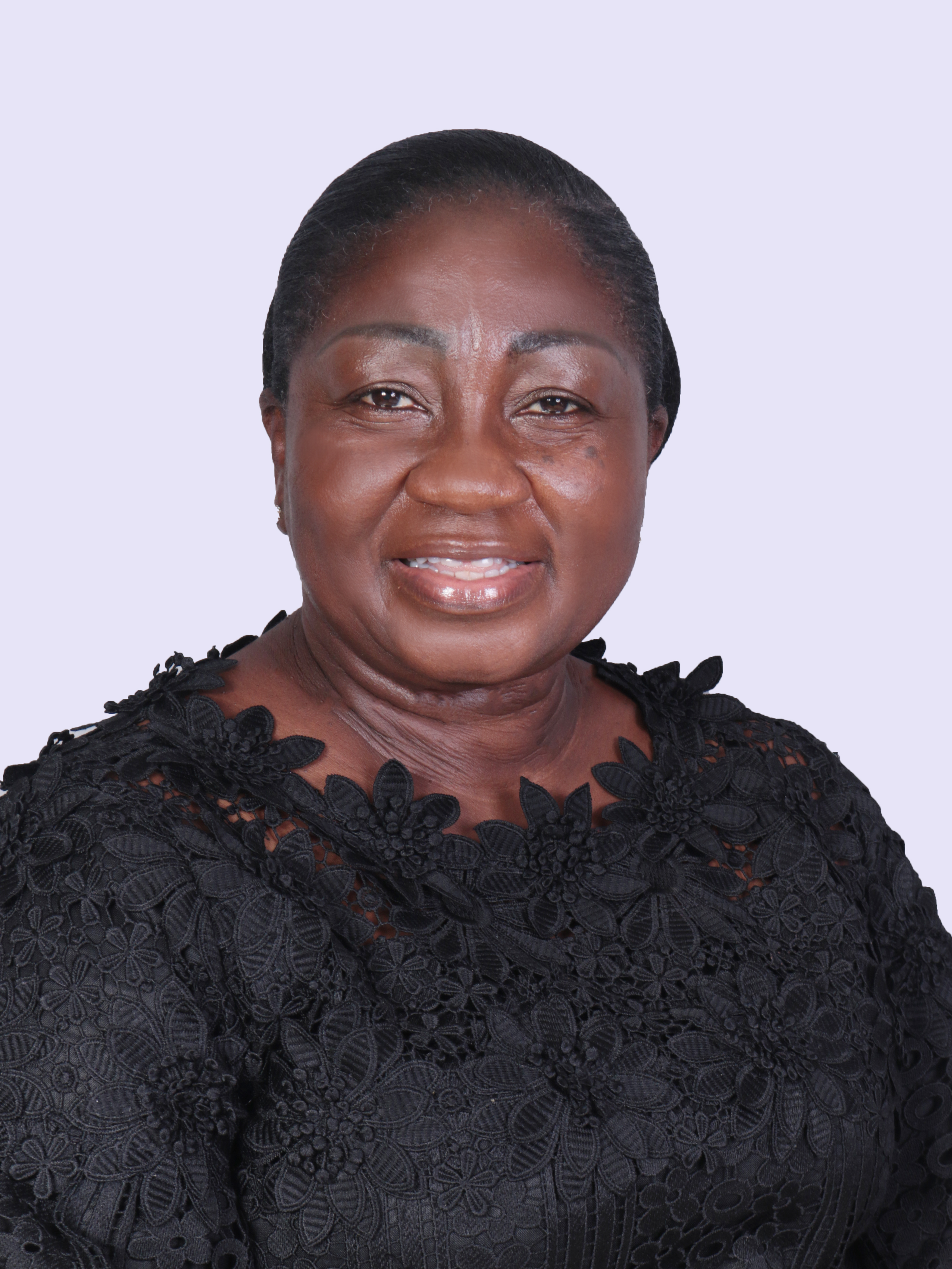
Patricia Appiagyei (2021)

Patricia Appiagyei (* 28. November 1956 in Kumasi) ist eine ghanaische Politikerin (New Patriotic Party) und Abgeordnete im ghanaischen Parlament.

## Werdegang
Appiagyei studierte Wirtschaftswissenschaft an der Kwame Nkrumah University of Science and Technology und arbeitete später im Finanzdienstleistungsbereich. Zwischen 2001 und 2005 war sie stellvertretender Ministerin für die Ashanti-Region, anschließend wurde sie als Nachfolgerin von Maxwell Kofi Jumah Bürgermeisterin von Kumasi.
Im Sommer 2015 trat sie gegen diesen bei den parteiinternen Vorwahlen zur Präsidentschafts- und Parlamentswahl in Ghana 2016 an und setzte sich als Kandidatin für den Adansi Asokwa District durch. Bei den Wahlen wurde sie ins Parlament von Ghana gewählt, die New Patriotic Party errang dabei die Mehrheit der Parlamentssitze. Präsident Nana Akufo-Addo berief sie anschließend als stellvertretende Ministerin für Umwelt, Wissenschaft und Technik unter Minister Kwaku Afriyie in sein Kabinett.
Bei der Präsidentschafts- und Parlamentswahl in Ghana 2020 verteidigte sie ihr Abgeordnetenmandat, Akufo-Addo behielt mit knapper Mehrheit das Präsidentenamt. Im Februar 2024 wurde sie stellvertretende Mehrheitsführerin, nachdem der bisherige Mehrheitsführer Osei Kyei-Mensah-Bonsu sich vom Amt zurückzog und der bisherige Stellvertreter Alexander Afenyo-Markin aufgerückt war. Bei der Präsidentschafts- und Parlamentswahl in Ghana 2024 verlor die New Patriotic Party einen Großteil der Sitze an den National Democratic Congress, Appiagyei konnte ihr Mandat jedoch verteidigen und saß fortan auf der Oppositionsseite.